# یونیون هیل-ناولتی هیل (واشینگتن)
یونیون هیل-ناولتی هیل (به انگلیسی: Union Hill-Novelty Hill) یک منطقهٔ مسکونی در ایالات متحده آمریکا است که در شهرستان کینگ، واشینگتن واقع شده‌است. یونیون هیل ناولتی هیل ۶۳٫۲ کیلومتر مربع مساحت و ۱۸٬۸۰۵ نفر جمعیت دارد.